# 巴伊哈
51°5′51″N 34°32′52″E / 51.09750°N 34.54778°E
巴伊哈（烏克蘭語：Баїха）是位於烏克蘭東北部的村莊，由蘇梅州蘇梅區的里奇基市鎮負責管轄。該村距離里奇基約1公里，海拔高度144米，2001年該村落人口18。